# Elecciones presidenciales de Egipto de 2018
Las elecciones presidenciales de Egipto de 2018 se celebraron en dicho país entre el 26 y el 28 de marzo de 2018. El actual presidente, Abdelfatah El-Sisi, anunció formalmente su postulación para un segundo y último mandato, el cual obtuvo con un 97% de los votos. Si hubiese sido necesario, se hubiese realizado una segunda vuelta del 19 de abril al 21 de abril fuera del país y del 24 de abril al 26 de abril dentro del país. Catorce grupos de derechos humanos consideraron los comicios como una «farsa», diciendo que las autoridades «pisotearon incluso los requisitos mínimos para elecciones libres y justas», sofocando libertades básicas y eliminando a contrincantes clave.

## Antecedentes
El 5 de mayo de 2017, el excandidato presidencial Hamdeen Sabahi pidió que los partidos de oposición se unieran detrás de un solo candidato.

### Sistema electoral
El presidente de Egipto es elegido usando el sistema de dos rondas. La constitución de Egipto exige que el proceso electoral no comience antes de los 120 días previos a la fecha del final del mandato actual, que finaliza el 7 de junio de 2018, y que los resultados no se anuncien más de 30 días antes de la fecha del final del mandato presidencial actual.

## Candidatos declarados
- Abdel Fattah el-Sisi, actual presidente de Egipto.
- Moussa Mostafa Moussa, político egipcio.

## Candidaturas declinadas
- Ahmed Shafik, ex primer ministro egipcio y líder del Movimiento Patriótico Egipcio y candidato presidencial en el 2012.[8]
- Anwar Essmat Sadat, diputado expulsado, presidente del Partido Misruna de la Reforma y el Desarrollo, expresidente del Comité de Derechos Humanos de la Cámara de Representantes de Egipto y sobrino de Anwar Sadat.[9]
- Khaled Ali– abogado de derechos humanos y exjefe del Centro Egipcio para los Derechos Económicos y Sociales (ECESR).[10]
- Ahmed Konsowa, coronel de ejército egipcio.[11]
- Mortada Mansour, político egipcio.

## Resultados
|  | 97.08 % |

|  | 2.92 % |

|  | 41.05 % |

|  | 58.95 % |